# Сона (река)
Вижте пояснителната страница за други значения на Сона.
Сона (на френски: La Saône) е река в Източна Франция (департаменти Вож, Горна Сона, Кот д'Ор, Сон е Лоар, Ен и Рон) и 205 общини, десен приток на Рона. Дължина 473 km (деветата по дължина река във Франция), площ на водосборния басейн 29 321 km²

## Наименование
Името на Сона произлиза от името на келтската богиня Сукона, която се смята за покровител на реката. Латинското име на реката е Arar, което представлява удвояване на индоевропейския корен ar, означаващ вода. Според Гай Юлий Цезар, това отразява факта, че е трудно да се определи посоката ѝ на течение, поради бавното движение на водата.

## Географска характеристика

### Извор, течение, устие
Река Сона води началото си на 418 m н.в., в центъра на малкото градче Виоменил (департамента Вож), в южната част на Лотарингското плато, западно от ниската планина Вогези. По цялото си протежение Сона тече в посока юг или юг-югозапад, през Сонско-Ронската междупланинска депресия и е типична равнинна река с широка долина и спокойно течение. Влива се отдясно в река Рона, на 164 m н.в., близо до центъра на град Лион.

### Водосборен басейн, притоци
Водосборният басейн на Сона обхваща площ от 29 321 km², като малка част от него е на швейцарска територия и представлява 30,67% от водосборния басейн на Рона. На запад и северозапад водосборния басейн на Сона граничи с водосборните басейни на реките Лоара и Сена (от басейна на Атлантическия океан), на север, североизток и изток – с водосборните басейни на реките Маас и Рейн (от басейна на Северно море, а на югоизток – с водосборните басейни на река Ен и други по-малки десни притоци на Рона.
Основни притоци:
- леви – Коне (55 km, 317 km²), Лантерн (69 km, 1020 km²), Оньон (214 km, 2308 km²), Ду (453 km, 7710 km²), Сей (100 km, 2300 km²), Ресуз (75 km, 495 km²), Вел (67 km, 672 km²), Шаларон (52 km, 175 km²);
- десни – Венжан (93 km, 3650 km²), Тий (83 km, 1100 km²), Дун (77 km, 1039 km²), Грон (96 km, 1000 km²), Азерг (61 km, 886 km²)[2].

### Хидроложки показатели
Река Сона има предимно дъждовно подхранване с ясно изразено зимно пълноводие (от ноември до април), когато нивото ѝ се покачва с 3 – 4 m. Тя е една от най-пълноводните френски реки със среден годишен отток близо до устието около 400 m³/sec.

## Стопанско значение, селища
Река Сона е плавателна почти по цялото си протежение, като коритото ѝ е шлюзовано и коригирано чрез водозащитни диги. Чрез изградени плавателни канали (още през 17 и 18 век) е съединена с реките: Мозел (чрез Източния канал), Лоара (Централен канал), Марна (канала Марна-Сона), Сена (Бургундския канал) и Рейн (канала Рона-Рейн).
По цялото си течение долината на Сона е гъсто заселена, като най-големите селища са: Шалон сюр Сон, Макон и Лион.